# Battleground 2: Gettysburg
Battleground 2: Gettysburg — пошаговая компьютерная игра, разработанная TalonSoft в 1995 году, вторая игра в серии Battleground.

## Игровой процесс
Игра моделирует Битву при Геттисберге, используя как видеоверсию миниатюрного варгейма, так и Настольных игр. шестигранные карты местности представлены в 3D или 2D с различными масштабами и размерами.
Основная платформа для серии Battleground включает в себя отдельные пехотные и кавалерийские полки, артиллерийские батареи и командиры. Все они имеют на прочность, огневую мощь, вооружение, боевой дух и движение. Когда юнит загорается, он может стать усталым, неупорядоченным или направленным в тыл. Игроки конкурируют с искусственным интеллектом компьютера или против другого игрока через модем. Игроки могут попробовать различные 25 отдельных сценариев или пройти всю битву при Геттисберге. Опция Туман войны преобразовывает игру против компьютера, так как она скрывает единицы, которые не находятся в прямом взгляде на врага.
В игре представлены видеоклипы боевых реконструкций, а также музыка народной певицы Бобби Хортона.

## Отзывы
| Иноязычные издания           | Иноязычные издания |
| Издание                      | Оценка             |
| ---------------------------- | ------------------ |
| PC Gamer (US)                | 90 %               |
| Computer Games Strategy Plus | [ 2 ]              |

В выпуске Computer Gaming World́s, выпущенном в мае 1996 года, обозреватель Терри Коулман отметил, что Gettysburg «очень быстро продавал» и популяризировал поджанр американской гражданской войны в варгеймах. В августовском выпуске журнала в этом году сообщалось, что Gettysburg продалась тиражом более 60 000 экземпляров.
Редакторы PC Gamer US и Computer Gaming World номинировали Gettysburg как лучший выбор среди варгеймов в 1995 году, но обе премии достались Steel Panthers. Сотрудники последней публикации утверждали, что Геттисберг «настолько забавна, что мог занять первые места во многих предыдущих годах. По мере того, как серия Battleground продолжает развиваться, она продолжает сочетать лучшие элементы настольных игр и миниатюр с сильными сторонами компьютерных игр ».